# Бучинский, Пётр Николаевич
Пётр Николаевич Бучинский (1852 — 18 сентября 1927) — российский учёный-зоолог, педагог, профессор, доктор наук, ректор Каменец-Подольского украинского государственного университета.

## Биография
Обучался в Университете Святого Владимира в Киеве, затем в 1878 окончил курс наук на естественном факультете Новороссийского университета и был оставлен профессорским стипендиатом.
Поддерживал научные связи с выдающимися учёными-соотечественниками зоологами А. О. Ковалевским и И. И. Мечниковым, физиологом И. М. Сеченовым и зарубежными германскими учеными-зоологами, которые оказали большое влияние в период становления профессионализма П. Бучинского.
В 1879 году он был назначен ассистентом при зоолого-зоотомическом кабинете университета.
В 1890 году начал читать лекции по анатомии человека в качестве приват-доцента.
С 1895 — экстраординарный профессор по кафедре зоологии историко-филологического факультета, доктор зоологии, заведующий кафедрой зоологии и сравнительной анатомии Новороссийского университета в Одессе.
Коллежский асессор.

## Научная деятельность
В научной деятельности П. Бучинского можно выделить два основных периода: Одесский (1875—1911), который характеризуется интенсивными научными исследованиями в области эмбриологии беспозвоночных, фаунистики и истории биологии; и Каменец-Подольский (1911—1927), когда происходит переориентирование с фундаментальной научно-исследовательской деятельности на организаторскую и научно-популярную.
Учёный внес большой вклад в отечественную и мировую биологическую науку. Работы П. Н. Бучинского содействовали формированию и
развитию таких научных направлений, как изучение закономерностей эмбриологического развития животных, изучение фауны лиманов северного побережья Чёрного моря, история биологии.
П. Н. Бучинский осуществил широкий спектр фаунистических и эмбриологических исследований беспозвоночных: ракообразных, червей, моллюсков, которые стали скелетными ветвями при построении генеалогического дерева животного мира. Он поддержал теорию о роли трех зародышевых листков в развитии беспозвоночных. Этим П. Н. Бучинский обогатил ряд зоогеографических положений в развитии органического мира.
Работы ученого по эмбриологии беспозвоночных, главным образом были сосредоточены в области типов: червей (лат. Vérmes) и членистоногих (лат. Arthropoda).
Он стал организатором в 1902 году на берегу Чёрного моря в Одессе зоологической (теперь Гидробиологической) станции, состоящей в ведении университета, в которой профессор П. Н. Бучинский, одним из первых начал проводить научные исследования местной флоры и фауны.
П. Н. Бучинский сыграл значительную роль в создании Каменец-Подольского украинского государственного университета в 1918 году, позже — Института народного образования, ректором которого он стал.

## Избранные научные труды
Главнейшими его работами в области эмбриологии являются:
- «К вопросу о развитии дождевого червяка (Lumbricus terrestris)» («Записки Новоросс. Общ. Естеств.», VII, 1881);
- «К истории развития мизид» (ib., т. XV, 1890);
- «Наблюдения над эмбриональным развитием Malacostraca» (ib., XIX, 1894);
- «Zur Embryologie der Cumaceen» («Zool. Anz.», № 430, 1893);
- «Zur Entwicklungsgeschichte von Gebia littoralis» (ib., № 52, 1894) и др.

По вопросам фауны им напечатаны:
- «Note sur la faune de la Mer Noire» («Cong. intern, de zoologie, Moscou», ч. I);
- «Краткий очерк фауны лиманов Новороссийского края» («Зап. Нов. Общ. Естеств.», т. X, в. I);
- «Простейшие организмы Хаджибейского и Куяльницкого лиманов» (ib., т. XX);
- «Фауна Одесских лиманов» (ib., т. XXI, 1897).